# Aerodramus ocistus
Andorinhão-das-marquesas ou salangana-das-marquesas (Aerodramus ocistus) é uma espécie de ave da família Apodidae.
É endémica de Polinésia Francesa.
Os seus habitats naturais são: florestas subtropicais ou tropicais húmidas de baixa altitude.